# Belinda Says
«Belinda Says» es una canción interpretada por la banda canadiense de indie pop Alvvays. La canción fue publicado el 22 de septiembre de 2022 como un doble sencillo junto con «Very Online Guy» para promocionar su tercer álbum de estudio, Blue Rev.

## Composición
«Belinda Says» es una power ballad, que ha sido descrita como una canción de pop, con elementos de shoegaze y rock clásico. Coescrita por la vocalista y guitarrista Molly Rankin y el guitarrista Alec O'Hanley, la canción está escrita como un homenaje a la balada de Belinda Carlisle de 1987, «Heaven Is a Place on Earth». La canción comienza con Rankin divirtiéndose con los acordes y la letra describe dejar la ciudad por un futuro incierto.
En una entrevista para la revista Stereogum, la vocalista dijo: “La amo y amo a the Go-Go's. También amo a Jane Wiedlin y sus cosas en solitario. Para mí, «Belinda Says» fue una visión de alguien escapando de una situación, encendiendo la radio... Simplemente crea esta hermosa imagen de un éxodo alegre”. O'Hanley había escuchado «Belinda Says» como una canción de música country, haciendo referencia al trabajo de Lucinda Williams y Deana Carter, pero dijo que Rankin “insistió bastante en la necesidad de un poco de palabrería”.
La letra de la canción también contiene el título del álbum.

## Recepción de la crítica
Jeremy Gordon, escribiendo para The New York Times, comentó: “La pista resultante resume las fortalezas de la banda: letras quejumbrosas y distintas, melodías agudas, olas y olas de ruido blanco salpicado de azúcar que envuelven sin abrumar, un solo de guitarra triunfante que eleva la canción hacia un clímax ascendente”. Matthew Tracey-Cook de Northern Transmissions describió la canción como “un tema melancólicamente ambivalente sobre los recuerdos y el avance”.
Tyler Golsen, escribiendo para la revista Far Out, le dio una calificación de 4 sobre 5 estrellas y la describió como un “tema maravillosamente tenue inundado de guitarras difusas y baterías explosivas”. Andy Von Pip de Under the Radar la llamó “gloriosa”, y añadió que «Belinda Says» y «Pomeranian Spinster», “son tan buenas, si no mejores, que cualquier cosa que hayan lanzado anteriormente”.
Tom Morgan de Loud and Quiet escribió que la canción es “particularmente fuerte, haciendo girar su instrumentación fuerte como una versión especialmente ligera de shoegaze”. El personal de Stereogum clasificó la canción en el quinto lugar en su lista de “las 5 mejores canciones de la semana” para la semana del 23 de septiembre de 2022.
La revista estadounidense Pitchfork nombró a Belinda Says la mejor canción del año 2022 en su lista The 100 Best Songs of 2022 publicada el 5 de diciembre de 2022.

## Galardones
| Publicación          | Lista                      | Posición | Ref.   |
| -------------------- | -------------------------- | -------- | ------ |
| Consequence of Sound | Top 50 Songs of 2022       | 26       | [ 17 ] |
| Pitchfork            | The 100 Best Songs of 2022 | 1        | [ 18 ] |